# Storia culturale dei glutei

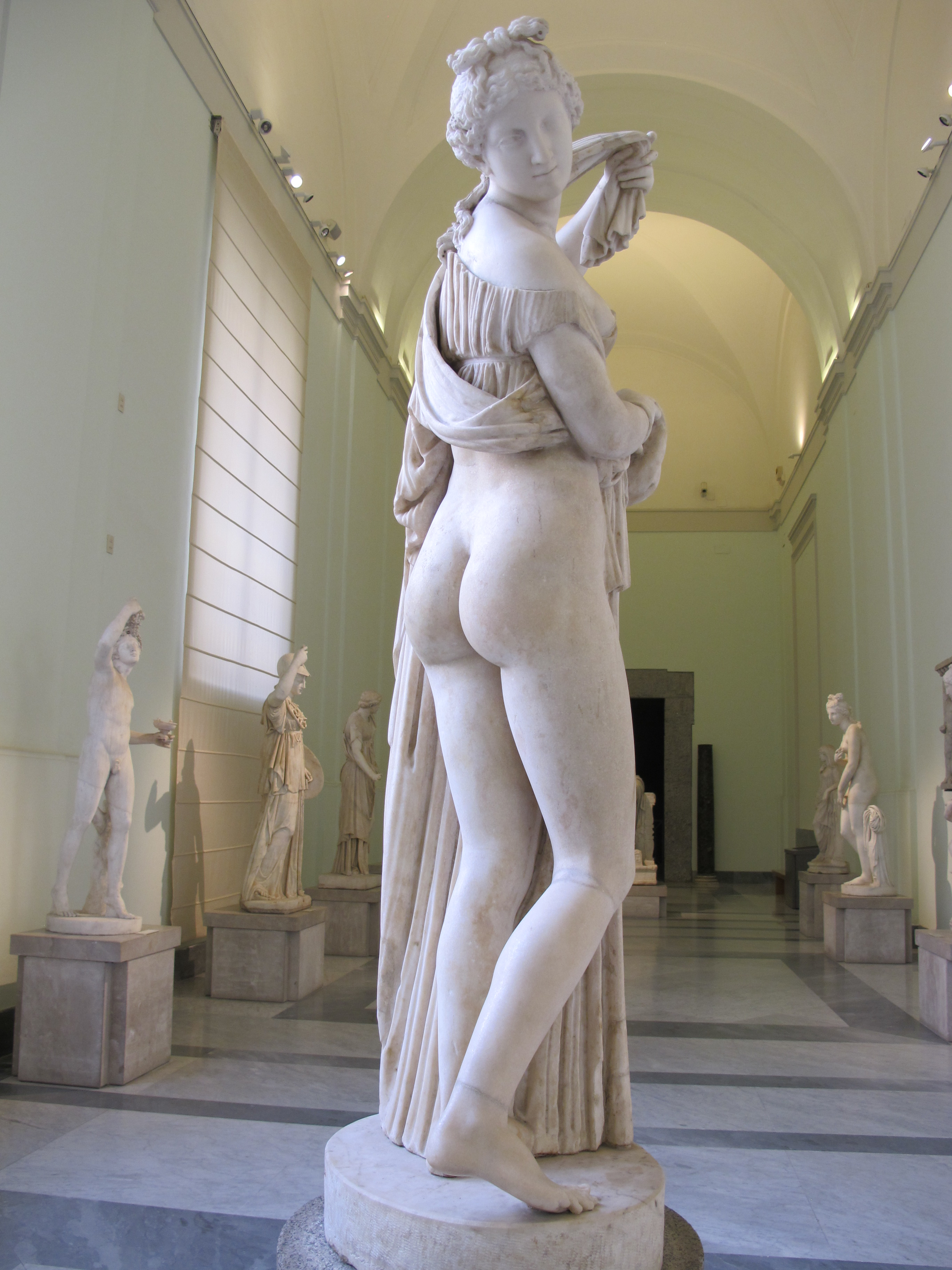
La Venere Callipigia (dai bei glutei), Museo archeologico nazionale di Napoli

Con storia culturale dei glutei ci si riferisce alla progressiva erotizzazione e sessualizzazione dei glutei - soprattutto, ma non solo, femminili - verificatasi lungo il corso della storia.

## Significato evolutivo
Il sessuologo Alfred Kind suggerisce che i glutei siano da sempre luogo primario di presentazione e proposta sessuale nei primati. Alcuni antropologi e sociobiologi credono che il feticismo del seno deriva proprio dalla sua somiglianza con i glutei, venendo così a fornire un'attrazione sessuale specifica anche alla parte anteriore del corpo femminile.
Negli esseri umani, le femmine hanno generalmente glutei più alti, rotondi e voluttuosi; ciò è causato dagli estrogeni che incoraggiano il corpo ad immagazzinare il grasso nelle natiche, nei fianchi e nelle cosce, mentre il testosterone maschile scoraggia il deposito di grasso in queste zone. Le natiche delle femmine umane contengono quindi più tessuto adiposo che nei maschi, soprattutto dopo la pubertà.
La psicologia evoluzionista suggerisce che i glutei arrotondati e carnosi siano opera dell'evoluzione, rendendoli zona erogena e desiderabile, fornendo in più un'indicazione visiva della giovinezza e fertilità della donna. Essi segnalano la presenza di estrogeni e di depositi di grasso sufficienti per la gravidanza e l'allattamento. Inoltre proprio i glutei danno un'indicazione della forma e dimensioni delle pelvi, con relativo impatto per la capacità riproduttiva. Dal momento poi che lo sviluppo ed il pronunciamento delle natiche ha inizio con il menarca ma diminuisce con l'età, le natiche belle, piene e sode sono anche simbolo di giovinezza e, di riflesso, di bellezza.
Helen B. Fisher, antropologa e ricercatrice del comportamento umano, afferma che la forma carnosa e arrotondata dei glutei è l'attrattiva maggiore per i maschi durante il rapporto sessuale in posizione da dietro, quella probabilmente più utilizzata durante l'antichità preistorica. Altre ricerche hanno confermato che i glutei femminili si sono evoluti con lo scopo preciso d'attrarre l'attenzione e la scelta sessuale dei maschi, oltre a indicare una migliore forma del corpo umano nelle donne, fino al punto da prescindere anche dalla selezione sessuale.

## Storia
I glutei femminili sono stati sinonimo di fertilità e bellezza fin dai primordi della storia umana. Già le statuine delle veneri paleolitiche databili tra il 35 e il 24.000 a.C. hanno natiche, fianchi e cosce esagerate che attirano quindi immediatamente l'attenzione dello sguardo. La bellezza erotica delle natiche femminili era importante anche nell'antica Grecia, basti pensare solo alla Venere Callipigia (dalle belle-kalli natiche-pygos), statua che sottolinea fortemente i glutei della dea Afrodite.

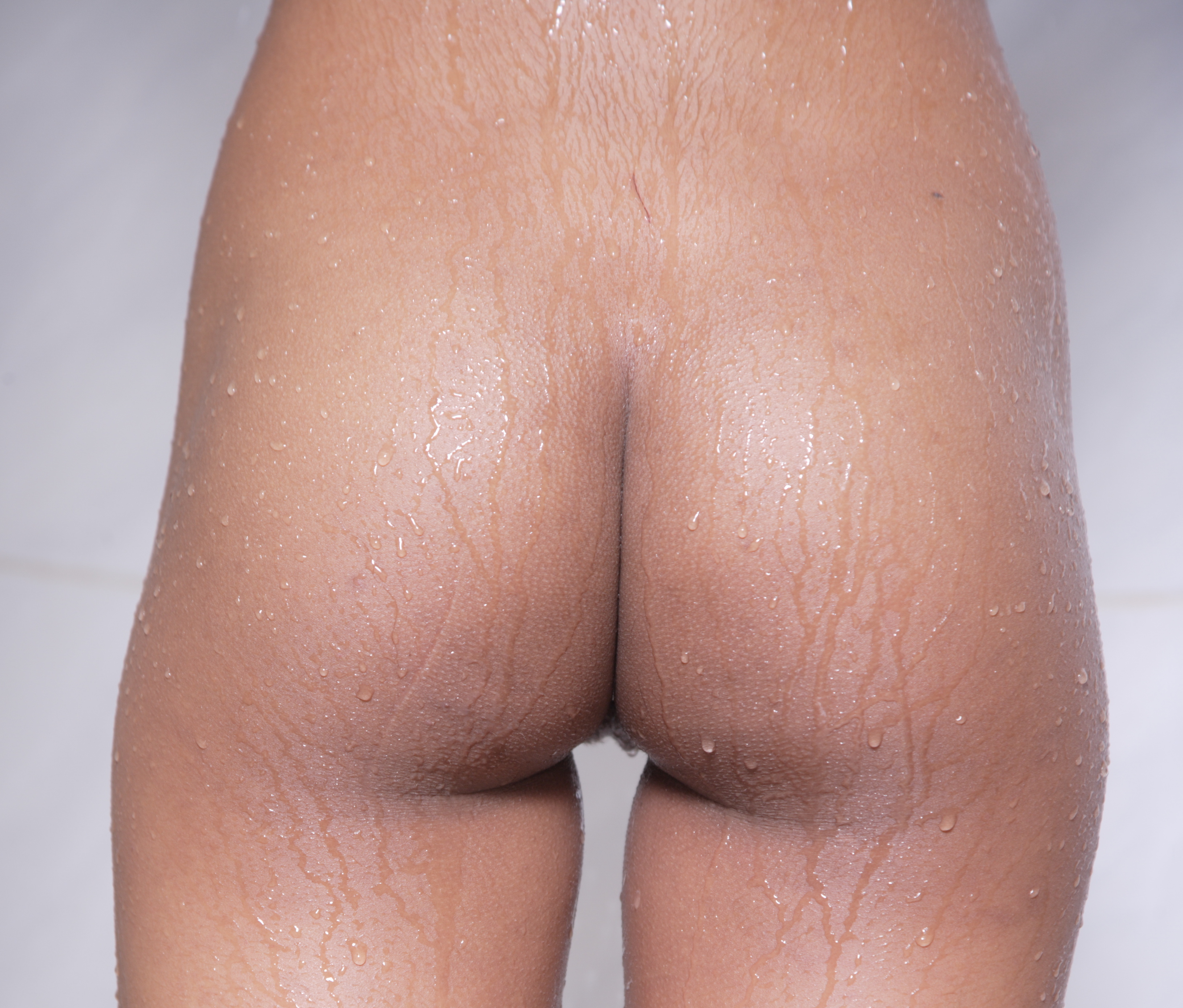
Blackwater 2, foto di Peter Klashorst

Le natiche nude sono state considerate come estremamente erotiche durante la dinastia Ming, dove sono state spesso paragonate alla brillantezza della luna piena. Molti artisti mettono in posa i loro modelli e modelle esplicitamente per sottolinearne i glutei.
I glutei sono stati considerati quasi sempre come una delle maggiori zone erotiche del corpo dalla cultura occidentale, e l'erotizzazione eterosessuale dei glutei femminili era favorita anche dalla loro associazione e vicinanza agli organi riproduttivi. Al contempo i glutei rimangono spesso una zona tabù a causa della loro vicinanza all'ano e alla sua assimilazione al sistema escretore.
 Il fondatore della psicoanalisi Sigmund Freud ha teorizzato che lo sviluppo psicosessuale si verifica in tre fasi (orale, anale e genitale) e che la "fissazione" alla fase anale sia la causa della duratura erotizzazione delle natiche.
Lo spanking, ovvero l'arte della sculacciata erotica, era molto popolare in tutto il mondo anglosassone durante l'epoca vittoriana, anche a causa della progressiva feticizzazione delle natiche; lo spanking rappresentava inoltre la forma principale di pornografia del periodo (vedi in sadomasochismo nella fiction), con un mercato ricchissimo di opere di letteratura erotica riguardanti belle natiche da sculacciare.
D'altra parte mostrare i glutei, presentare le natiche umilmente protese è sempre stato un gesto di sottomissione, anche fra le scimmie. Ma alcuni non paghi di questa umiliante posizione, devono imprimervi anche il marchio finale dell'umiliazione consistente nella punizione corporale. Sono i bambini che hanno soprattutto sperimentato questa concezione, e che la sperimentano ancor oggi malgrado i divieti legali.

Lo psichiatra e sessuologo britannico Havelock Ellis nei suoi studi di psicologia del sesso (1927), designa così le caratteristiche cultural-sessuali dei glutei: 
Il medico inglese sostiene infine che il corsetto e le crinoline o tournure hanno lo scopo preciso di sottolineare le natiche delle donne.

L'enfasi sulle natiche femminili come caratteristica eminentemente sessuale secondo l'educatore statunitense Ray Broadus Browne è aumentata esponenzialmente negli ultimi decenni, attribuendolo alla diffusione della moda, prima dei denim jeans e poi di pantaloncini e minigonne attillate. Con la rivoluzione sessuale e la "normalizzazione" della pornografia, i glutei e i seni hanno cessato di essere un elemento biasimevole da rappresentare nei mass media, a differenza degli organi meramente sessuali e genitali esterni.

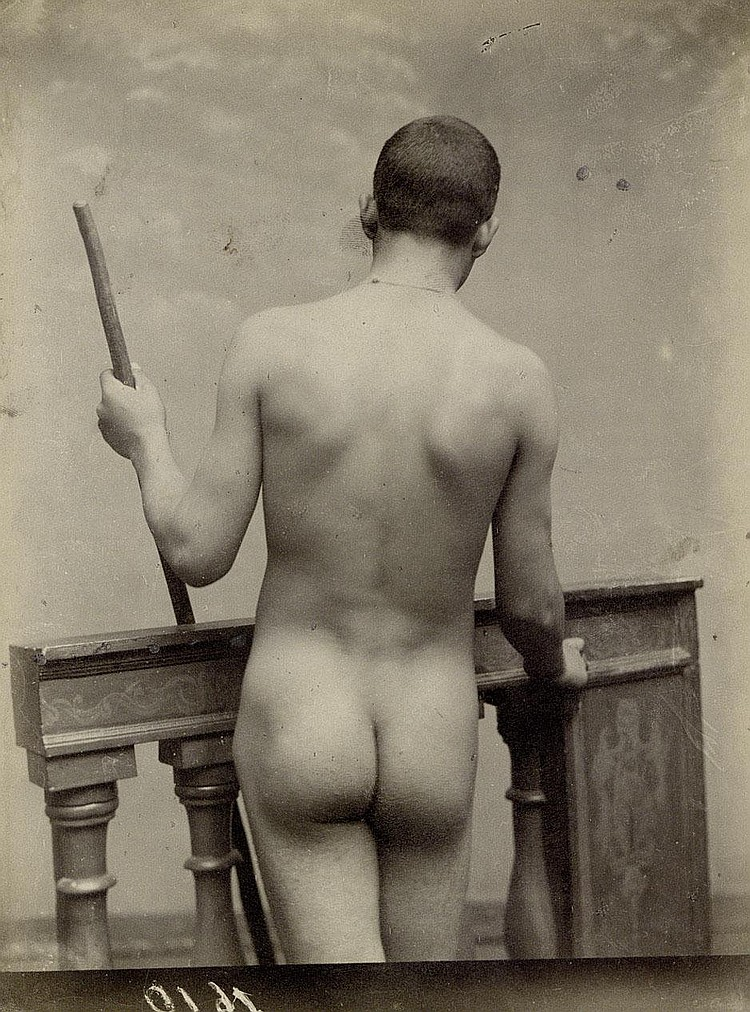
Foto di "maschio da dietro" di Wilhelm von Gloeden

### "Cultura"
Georges-Louis Leclerc de Buffon, nella sua Storia naturale afferma che le natiche appartengono solo alla specie umana e che nessun animale quadrupede le possiede.
L'autore francese Jean-Luc Hennig, nel suo saggio intitolato "Breve storia delle natiche" si sofferma su alcune caratteristiche e particolarità associabili ad un bel fondoschiena, tra cui la grossezza, la forma ideale, le giuste curve del sedere che può essere alla greca o libertino, a uovo o da odalisca e ad altri termini ad esso riferibili quali il culetto dei bambini e quello da danzatrice (sculettante), la sculacciata, l'amore "more ferarum" (da dietro) e il didietro maschile, le pin-up e la sodomia.
In India la danzatrice sacra è del tutto simile alle apsaras, ninfa celeste che balla per piacere agli dei; la statuaria indù le rappresenta con la vita molto sottile, ma fianchi rotondi e natiche considerevoli... la danza indiana sottolinea l'importanza delle tre grandi curve di una donna, ovvero spalle, natiche e gambe... dimostrazione del rigoglio personale della donna, della sua aura voluttuosa.
Nell'antica letteratura greca tanto sono frequenti le descrizioni o esclamazioni d'ammirazione per un bel sedere, altrettanto risultano rare quelle per un bel seno, per non parlare dei genitali femminili sempre passati sotto silenzio.
Aristofane in Lisistrata fa esclamare ad uno spartano: "Ma questo sedere è bello da non dire!" Mentre l'Antologia Palatina (V, 35) declama: Giudice fui di tre culi [di donna]... nudo abbaglio delle membra. / L'una brillava d'un bianco dolcissimo fiore di glutei / che fossettine tonde suggellavano... sulla morbida pelle inconsci fremiti.
Anche Alcifrone descrive una gara svoltasi tra due ragazze su chi avesse il sedere più bello e delicato: Mirrina per prima si sciolse la cintura e si mise a muovere le natiche, che tremolavano come un budino, e girava la testa all'indietro per controllare il movimento del sedere; poi cominciò ad emettere gemiti sommessi. Triallide non si diede per vinta... Si tolse la tunichetta e incurvando un po' la schiena disse: ecco, guarda che colore pieno di giovinezza, intatto e puro: il rosato delle anche, il loro digradare verso le cosce; non sono né troppo paffute né scarne, e poi le fossette alle estremità (Lettere di cortigiane, "Megara a Bacchide", 14)
Già Esiodo aveva alluso alle bellezze posteriori per mettere in guardia l'uomo dal potere di seduzione della donna: "Né una donna che s'agghinda il deretano t'inganni il cuore sussurrandoti carezzevoli parole" (Le opere e i giorni, 373-5). Nel XVII secolo John Bulwer annota ne L'uomo trasformato:... ricordo un popolo che, per una sorta di assurdo coraggio, si bucava i glutei per appendervi pietre preziose. Il che dev'essere una moda assai scomoda e molto pregiudizievole a un'esistenza sedentaria.
Nella seconda metà dell'800 il poeta Paul Verlaine innalza inni al "bel culo", dichiarandosene eccitato e soggiogato: "Grazioso e discreto... che ti apri in un'apoteosi/al mio desiderio rauco e muto... mi hai vinto/ormai avrò solo il tuo grazioso culo/tanto leccato, baciato, annusato" (Femmes). Il pittore Henri de Toulouse-Lautrec si trasferisce in una camera di bordello per dipingere, tra l'altro, anche i glutei nudi delle prostitute che ivi dimoravano e lavoravano.
L'adolescente Arthur Rimbaud nel 1870 così verseggia: "...e fui trafitto d'amore davanti al contorcersi grazioso dei due archi pronunciati dei tuoi lombi" (Un coeur sous une soutane). Guillaume Apollinaire, in una poesia dedicata a Madeleine, chiama il posteriore della donna "la nona porta" (il nono passaggio), ancor più misteriosa delle altre, porta dei sortilegi di cui non si osa parlare.
Altro grandissimo estimatore dei bei fondoschiena femminili è Salvador Dalí; induco, dice, le più belle donne a spogliarsi: "dico sempre che attraverso il culo i misteri più grandi diventano sondabili e sono persino giunto a scoprire una profonda analogia fra le natiche e il continuum universale..." Il pittore spagnolo, che aveva un profondo rapporto di amore-odio nei confronti della sorella, le dedica varie tele, tutti ritratti visti da dietro; il più conosciuto è la Giovane vergine autosodomizzata dalla corna della sua castità (1954), ma anche negli altri si possono ammirare gli strabilianti glutei a uova di struzzo appartenuti alla donna.
Secondo l'opinione dello zoologo britannico Desmond Morris ne "L'uomo e i suoi gesti" natiche più carnose e gambe più corte conferirebbero alla donna che corre un'andatura maldestra che la rendono del tutto simile a un'oca o a un'anatra.

#### Sculacciata ed erotismo

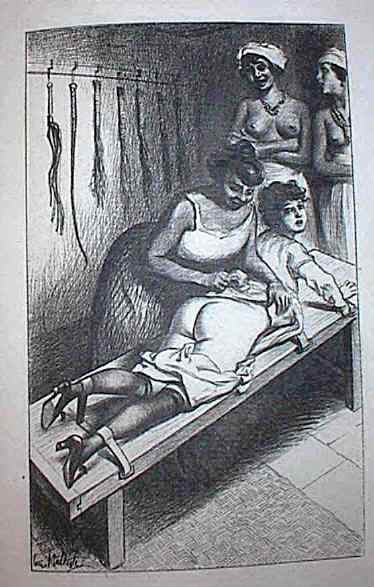
Spanking, sculacciata erotica di epoca vittoriana

Fessée-sculacciata, non deriva da fesse-natica, bensì da fesser-cighia (da cui il verbo indicante il percuotere con verghe); fino a quando Littré diede della fessée la versione definitiva: colpi inflitti sul sedere con la mano o con la verga. Questo per Anatole France era il modo migliore di far entrare le virtù nei ragazzini indisciplinati, attraverso il didietro.
Nel 1577, racconta Pierre de L'Estoile, Caterina de' Medici diede un festino in cui vi erano le dame più belle di corte, mezze nude e coi capelli sciolti; Pierre de Bourdeille entra nei dettagli: la regina, che non si appagava della sua naturale lascivia, essendo una gran puttana, "per eccitarsi maggiormente fece spogliare le dame e le fanciulle, poi le picchiò sul sedere dando col palmo della mano grandi schiaffi e colpi assai rudi, infliggendo buone vergate alle ragazze e gioiva nel vederle dimenare tutto il corpo e le natiche le quali, a seconda dei colpi che ricevevano, si contorcevano in modi assai strani e piacevoli... senza spogliarle, faceva sollevar loro la veste, poiché all'epoca non si portavano mutande, e le schiaffeggiava e le frustava, a seconda dell'ispirazione, per farle ridere o per farle piangere. Stimolati in tal maniera i propri appetiti, andava poi a farseli soddisfare da qualche uomo particolarmente forte e robusto. Che temperamento!".
Il filosofo Jean-Jacques Rousseau descrive accuratamente la sculacciata che a undici anni lo mandò in estasi per la prima volta in vita sua; la cosa accadde nel 1723: un giorno la figlia del padrone di casa ove risiedeva lo sculacciò sulle ginocchia dopo avergli calato i calzoni e stranamente questo castigo gli rese ancor più cara colei che glielo aveva inflitto. "Avevo scoperto nel dolore, nella vergogna, un misto di sensualità che mi aveva lasciato più desiderio che paura di provarlo di nuovo dalla stessa mano" (Le confessioni). Ma la seconda sculacciata fu anche l'ultima poiché la giovane donna, essendosi resa conto che il castigo era così poco temuto, dichiarò di rinunciarvi perché la affaticava troppo. Segue un'intera pagina di confessioni intime: "Essere inginocchiato davanti a un'amante imperiosa, obbedire ai suoi ordini, doverle chiedere perdono, erano per me godimenti dolcissimi". Sigmund Freud fece di questo genere di eccitazione dolorosa della zona dei glutei una delle cause erogene della tendenza passiva alla crudeltà, altrimenti detta masochismo.
Per tutto il XVIII secolo la flagellazione sui glutei scoperti era una pratica molto diffusa, non solo nei conventi dove venivano educati i ragazzini e le fanciulle (veniva usata a mo' di assoluzione), ma soprattutto negli ambienti libertini. All'epoca del marchese de Sade a Parigi esisteva il "Club delle verghe" ove le donne si prendevano reciprocamente a frustate sul sedere con affascinante eleganza; fu proprio in seguito a un'avventura del genere che Sade venne incarcerato per la prima volta nel 1768.
Una stampa datata 1791 mostra ad esempio la flagellazione di una suora di carità, il viso affondato nella polvere offre ai presenti la visione di un posteriore maestoso; questa forma di umiliazione pubblica era moto diffusa sotto il Terrore. Théroigne de Méricourt fu così frustata in pubblico sul sedere nudo da donne giacobine; l'umiliazione e il trauma subito fu talmente grande che la povera aristocratica ne impazzì.
La contessa di Sègur, scrittrice francese dell'era vittoriana, nelle sue storie usa e abusa della frusta per spellare la pelle del sedere ai poveri bambini protagonisti; in un'illustrazione del suo libro Il piccolo diavolo si vede il ragazzino in kilt che viene preso a colpi di staffile, tanto forte che il gonnellino si solleva in aria. Le spietate istitutrici dei suoi "romanzi per ragazzi" desiderano che si fustighino a lungo i bambini disubbidienti, fino a spezzargli la frusta sulla schiena e a ricoprire il fondoschiena di righe rosse. Ne Le fanciulle modelle si legge: "è opportuno che gli altri bambini, a una grande distanza, sentano le urla e le suppliche della piccola punita".
D'altra parte nei vecchi istituti scolastico-religiosi gestiti dai gesuiti esistevano i frati a cui era riservato l'incarico di sculacciare pubblicamente gli scolari che si fossero comportati male: venivano chiamati frati-sculacciatori o anche frusta-culi. Come dice una canzone di François Béranger: "sculacciamo, e risculacciamo, i graziosi piccoli, i graziosi ragazzi" (C'est nous qui fessons/et qui refessons/les jolis petits, les jolis garcons).
Nel quadro di Max Ernst intitolato "Vergine che punisce il Bambin Gesù davanti a tre testimoni: André Breton, Paul Eluard e il pittore" (1926) si vede la Santa Madre che picchia sodo il Figlio di Dio allungato e nudo sulle sue ginocchia. Una canzone di Gaultier-Garguille intona: "Sculacciate, sculacciate, dice la madre, tanto la pelle del culo torna sempre normale".
Per Tony Duvert si deve sculacciare solo con la mano e non una natica alla volta, ma insieme, deve inoltre essere un piacere per chi la riceve; si avvicina alla sodomia ed è una forma di masturbazione passiva: qualcuno si occupa della vostra sorte, del vostro corpo. Ma anche Jacques Serguine, in "Elogio della sculacciata", si rivela un fautore del binomio sedere arrossato=eros: teoria questa che si applica soprattutto alla donna amata. La sculacciata, dice, è solo un gesto d'amore, o anche una variante violenta della carezza; se poi la donna volesse ricambiare: "Se mai la donna che amo ritenesse di doverlo fare, insomma, perché opporle un rifiuto?". Infine, col sedere divenuto scarlatto "il sesso dell'uomo può scomparire in quelle dune di carne abbandonata e vorace divenute tutt'uno grazie alla sculacciata".

#### Amore da dietro

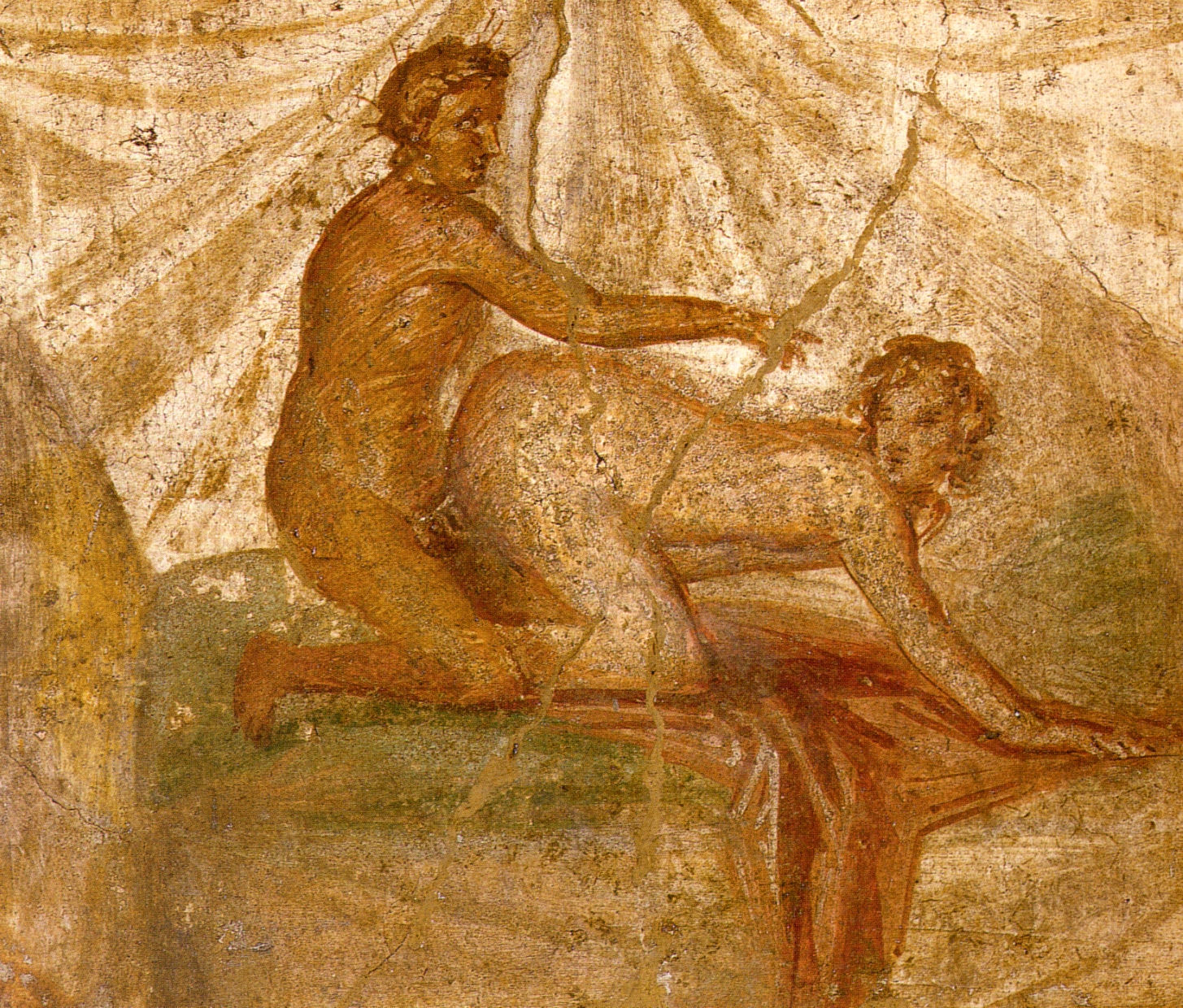
Affresco erotico al lupanare di Pompei

L'amore detto "more ferarum" ossia alla maniera delle bestie selvatiche, corrisponde a quella che è una delle posizioni sessuali maggiormente utilizzate, la posizione da dietro la quale lascia in bella vista per tutta la durata del rapporto sessuale i glutei del partner passivo o ricevente. Per Guillaume Apollinaire in Le prodezze di un giovane Don Giovanni ha il vantaggio non indifferente di permettere al sedere di lasciarsi guardare.

Le etere non hanno mancato di pronunciare battute memorabili sulla parte del corpo di cui i loro amanti ambivano in modo particolare a godere: Ateneo (XIII, 579) riporta la richiesta del re Demetrio fatta a Melitta di concedergli il sedere; la bella sollecitò un dono in cambio e quando l'ebbe, girandosi disse: A te si è aperto anche questo varco! Nell'Antologia Palatina Marco Argentario consiglia così un amico:
 E ancora: sfuggi al piacere di veneri feconde... Voltala invece, godendone il culo rosato (V, 54). Secondo quel che afferma Marziale anche Achille utilizzava la bella Briseide allo stesso modo come sostituta del caro amichetto Patroclo, quando questi era troppo lontano per poterlo servire appropriatamente (II, 43, 9).
Sempre Ateneo (XIII, 602) narra la voce secondo cui a Sparta per evitar le gravidanze indesiderate si avevano rapporti con le ragazze al modo dei ragazzi; afferma anche che le donne greche, la prima notte, potevano offrire al legittimo sposo il sedere per paura della deflorazione.
Già Tito Lucrezio Caro nel De rerum natura (parte IV) nota che le donne posizionate come i quadrupedi generalmente concepiscono meglio "perché così gli organi possono assorbire meglio il seme, essendo il busto piegato e i fianchi sollevati".
A Roma saggiamente Catullo osservava che "le natiche pelose non le puoi mettere in vendita" (Carmina, 33).

#### Impalamento e altro
La morte per impalamento, una delle torture più indicibili utilizzate per punire, tra l'altro, i cosiddetti "peccati di culo": la vittima viene posizionata in cima ad un palo reso appuntito e poi lasciata cadere per gravità. Il palo entra nello sfintere anale, e il dimenarsi della vittima accelera la penetrazione nell'addome, lasciandola agonizzare a lungo prima della morte liberatrice. Ma se il palo veniva fatto penetrare un po' obliquamente, evitando in tal modo la gabbia toracica, il supplizio poteva anche durare giorni interi, finché il palo non usciva dall'ascella: questo capitò a Edoardo II d'Inghilterra (secondo la tradizione con un attizzatoio rovente conficcato nell'ano), che aveva continuato a frequentare dei bei ragazzi anche dopo essersi sposato.
Non è però ancora questo il più terrificante supplizio fatto subire al sedere, bensì "quello del topo" descritto ne Il giardino dei supplizi (1899) di Octave Mirbeau: al didietro del giovane condannato incatenato viene avvicinato un grosso topo affamato, tenuto appositamente a digiuno; l'animale, col muso affondato tra natiche del ragazzo, comincia a rosicchiare e a farsi strada dentro di lui. Penetratolo in tal modo, si mette a scavare con le zampe e con i denti. La conclusione a cui giunge il carnefice cinese nel romanzo è questa: "In ogni caso, milady, qualunque sia la causa finale della morte (emorragia, sofferenza insostenibile o congestione da follia), è uno spettacolo stupendo, mi creda."

## Maschi da dietro
Mentre i glutei femminili sono stati spesso erotizzati in un contesto eterosessuale da parte degli uomini, quelli maschili, oltre ad essere erotizzati dalla grande maggioranza dei maschi omosessuali sono considerati come estremamente erogeni anche da un gran numero di donne. Alfred Binet (1857-1911) osserva che, nell'uomo, la morfologia della natica è dominata dal rilievo dei muscoli glutei, mentre nella donna l'estetica è dominata dalla ripartizione armoniosa del tessuto adiposo.
Il fondoschiena maschile è generalmente basso, piccolo e duro; quello della donna è invece più alto, sporgente e molle. La predilezione per l'uno o per l'altro si traduce quindi fondamentalmente in una scelta estetica. Questo sovrappiù di tessuti adiposi nella donna è stato talvolta definito "scorta supplementare di emergenza", un po' come la gobba del cammello; ma una maggior quantità di grasso significa anche maggior prominenza-curve e ondulazione, ovvero un'andatura sculettante..
Per lo scrittore Michel Tournier è però assai desolante dover scegliere in modo imperativo tra i glutei abbondanti ma molli e quelli duri ma piccoli. Il pittore Théodore Géricault, grande ammiratore dello stile artistico di Michelangelo Buonarroti, dichiara senza mezze misure: "Mi piacciono gli uomini con le chiappe grosse" e difatti l'artista disegnò un'innumerevole quantità di figure maschili con sederi poderosi.
Con il femminismo e la reintroduzione dell'omoerotismo nella società a partire dal XIX secolo è stata progressivamente recuperata la nozione fino ad allora occultata di elemento erotico da dare anche ai glutei maschili. Nella maggior parte dei rapporti omosessuali in cui si predilige la penetrazione sessuale durante il sesso anale i glutei verrebbero erotizzati a causa della loro vicinanza all'ano e ai genitali.
In Sodoma e Gomorra di Marcel Proust il barone de Charlus non riesce a volte a trattenersi dall'esclamare: "Che culo clamoroso avete!"
Jean-Paul Sartre ne Le vie della libertà ogni volta che parla di un giovane mantenuto, o semplicemente anche solo di un qualsiasi ragazzo di diciotto o vent'anni, tiene a precisare con scrupolo le dimensioni dei suoi glutei; ne La morte dell'anima parla di un ragazzo che ha spalle rotonde, quasi femminili, i fianchi stretti, il sedere sodo e un po' grosso; ne L'età della ragione, a proposito di un prostituto incontrato per strada, parla di culo paffutello e grosse guance imbruttite da un po' di barba: "Carne di donna, pensò. La si maneggia come pasta di pane".
La scrittrice François Béranger ha sempre manifestato una particolare attrazione verso i bei glutei maschili: per ore e ore, dice narrando di una visita al museo di Atene davanti alla statua del discobolo "restavo con gli occhi conficcati nel'incavo delle sue reni. O Zeus, che fondoschiena! E quella natica destra un tantino più sollevata della sinistra!" E continua affermando che a volte, per strada "volteggiano natiche [maschili] che sono veri e propri miracoli... poi vedo bene che nella stragrande maggioranza dei casi i loro possessori amano, più di ogni altra cosa al mondo, le chiappe di altri uomini!"

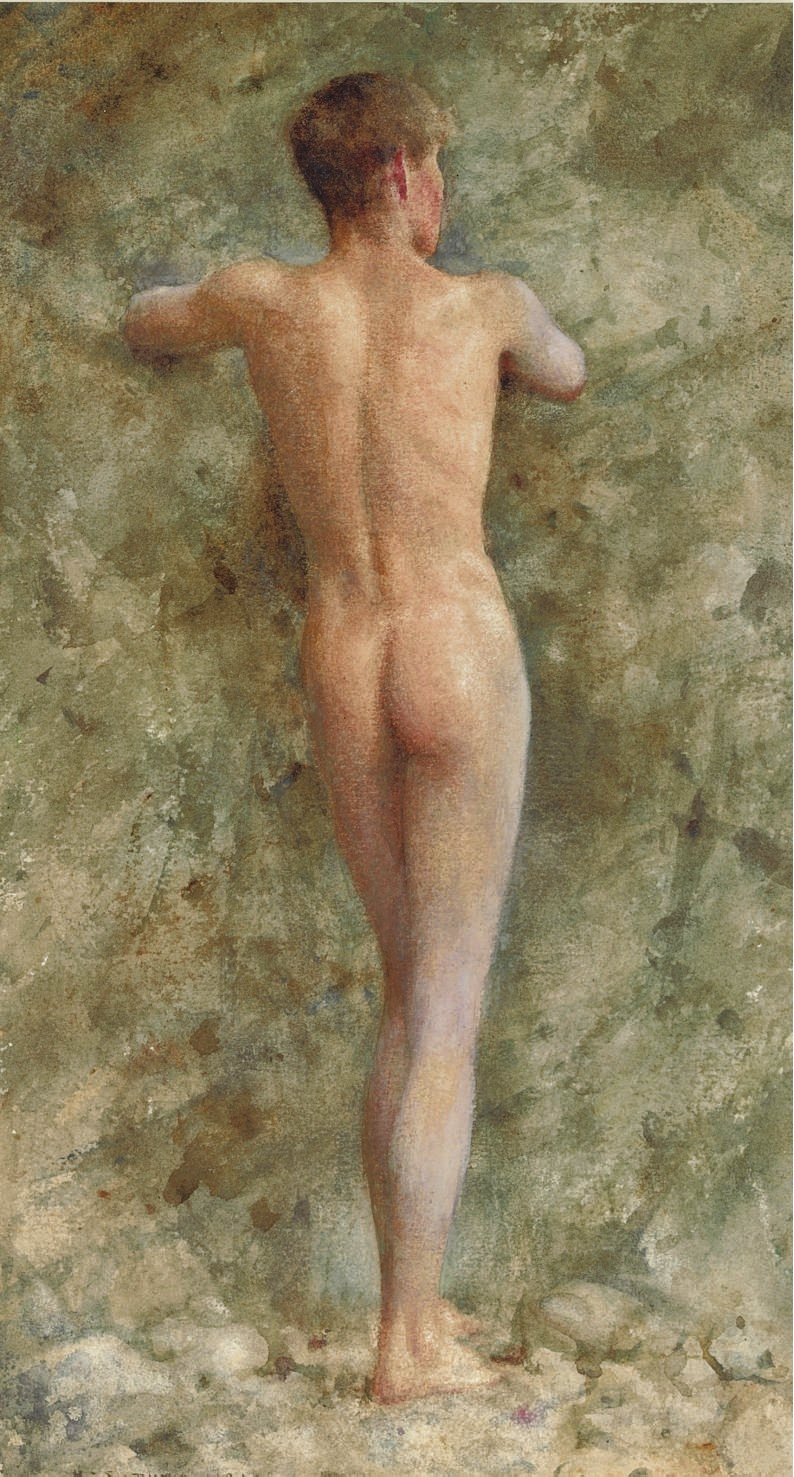
Maschio nudo in piedi, Henry Scott Tuke (1914)

## Preferenze culturali
Assieme con il seno, le natiche sono un simbolo sessuale presente in un amplissimo spettro di culture. In Brasile vengono considerati attraenti i glutei a forma di bolla, mentre in Giappone le donne considerano le grandi natiche negli adulti come estremamente volgari.
Uno studio americano, condotto su pazienti sottoposte a operazione di aumento chirurgico delle natiche, ha trovato i seguenti ideali etnici relativi ai glutei femminili:
| Gruppo etnico | Dimensione dei glutei             | Pienezza laterale dei glutei | Pienezza laterale delle cosce |
| ------------- | --------------------------------- | ---------------------------- | ----------------------------- |
| Asiatico      | Moderatamente piccoli, ma formosi | No                           | No                            |
| Caucasico     | Pieni, ma non grandi              | No                           | No                            |
| Ispanico      | Ampia                             | Ampia                        | Lievemente piena              |
| Africano      | Molto ampia                       | Ampia                        | Ampia                         |

## Nelle arti
Questo tipo di estetica, che rappresenta in certo qual modo un "culto dei glutei", emerge nell'estetica neoclassica e nell'arte del Rinascimento come nell'umanesimo antropocentrico il quale teorizza circa la bellezza del corpo umano e soprattutto la bellezza del nudo artistico. L'arte erotica e il nudo nell'arte furono popolari soprattutto nel romanticismo e nel modernismo, evidenziando una nuova moralità sociale che ha permesso la rappresentazione della figura umana nuda fin nell'arte più popolare, giungendo a toccare con la storia della fotografia erotica anche i confini - insuperati fino ad allora - della pornografia.

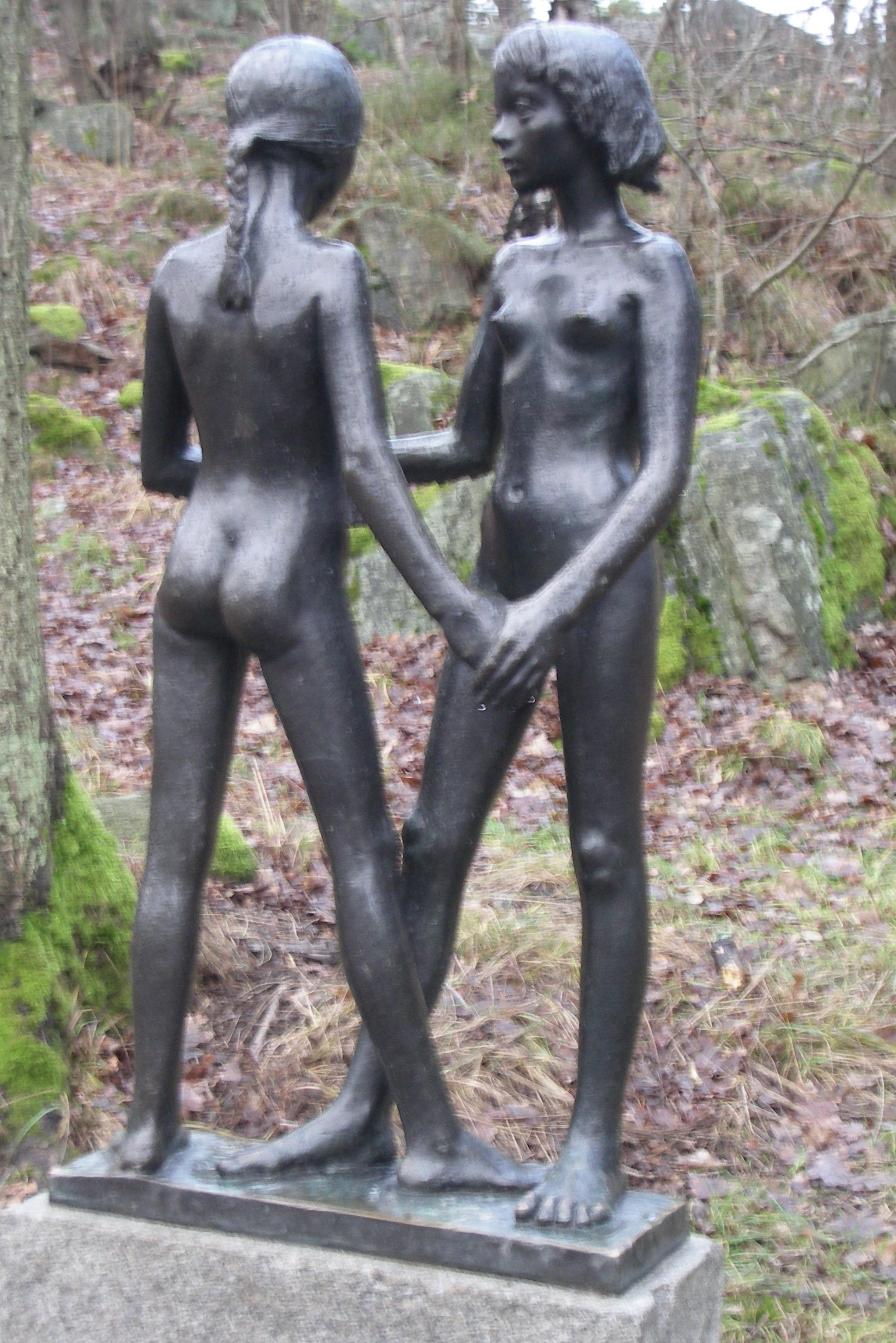
Scultura di Stig Blomberg a Stoccolma

## Cultura di massa
Molte celebrità sono state ammirate anche per il fascino scaturente dal loro lato B, tra cui Coco Austin, Jessica Biel, Vida Guerra, Scarlett Johansson, Kim Kardashian, Beyoncé Knowles, Jennifer Lopez, Nicki Minaj, Shakira, Lil' Kim, Sofía Vergara, Serena Williams ed Iggy Azalea.
Molte canzoni hanno celebrato la bellezza dei glutei:
- Shake Your Moneymaker (1961)
- Fat Bottomed Girls (1978)
- Da Butt (1988)
- Baby Got Back (1992)
- Rump Shaker (1992)
- Lonely Swedish (The Bum Bum Song) (1999)
- Back That Thang Up (1999)
- Thong Song (1999)[22]
- Bootylicious (2001)
- Ass Like That (2004)
- Check On It (2005)
- Honky Tonk Badonkadonk (2005)
- My Humps (2005)
- Shake That (2005)
- Dance (Ass) (2011)
- Anaconda (2014)
- Booty (2014)

Dai primi anni 2000 le canzoni sui glutei femminili si sono moltiplicate, specialmente nei generi hip-hop, reggae/dancehall, e R&B.

## Pornografia

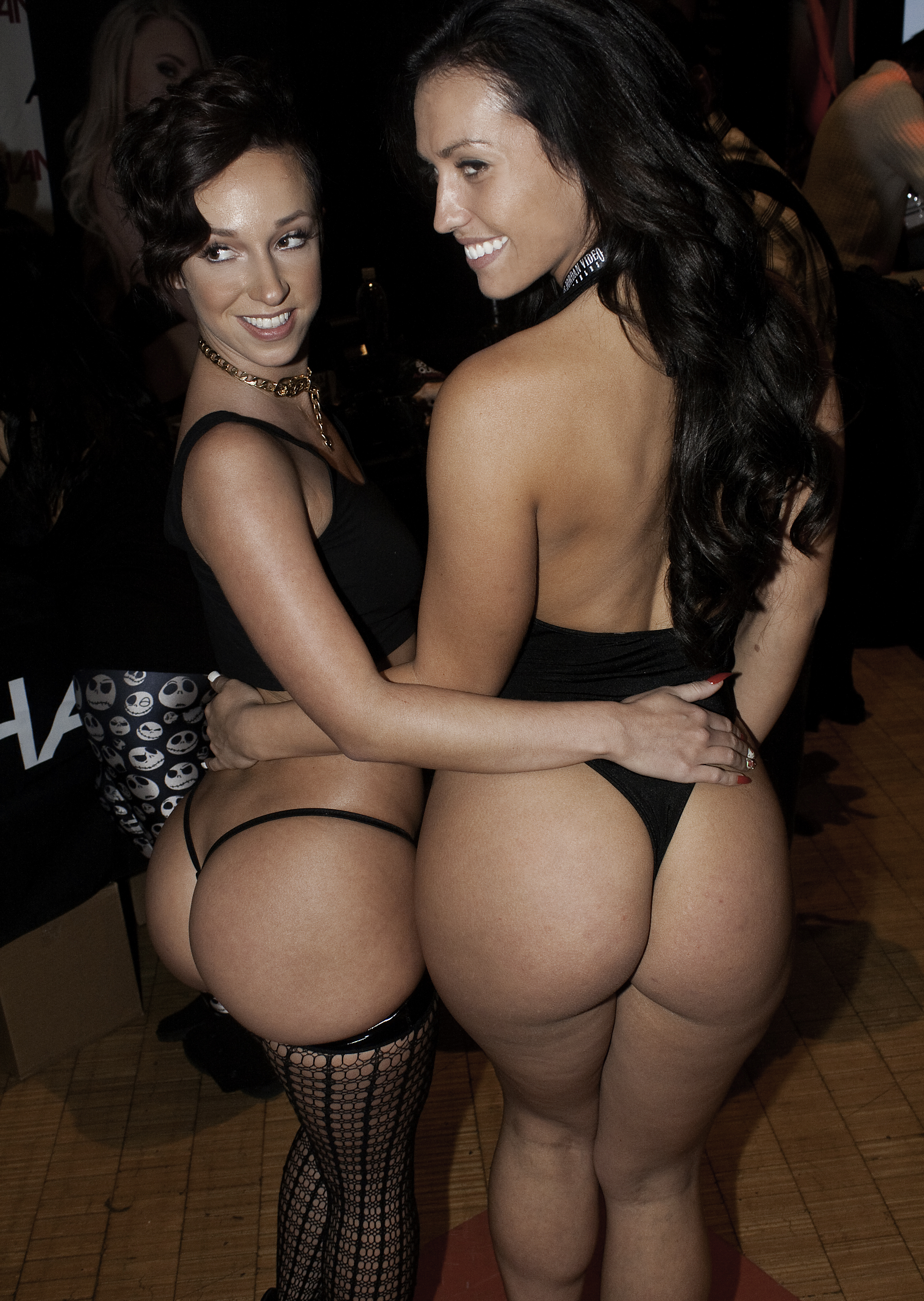
Le pornoattrici vengono spesso scelte per la bellezza e la circonferenza delle loro natiche.

I glutei sono spesso sottolineati in ambiente pornografico, dove vengono indicati col nomignolo di "booty": secondo la sociologa afroamericana Patricia Hill Collins ciò deriva da uno stereotipo che vede le natiche come obiettivo primario di conquista.

## Feticismo
Il feticismo delle natiche, che fa parte del parzialismo, si riferisce ad una condizione in cui i glutei diventano oggetto esclusivo dell'attenzione sessuale: con pigofilia ci si riferisce all'eccitazione sessuale causata dalle natiche. Può essere associata con la coprofilia, il feticismo della calza e con i giochi erotico-sessuali in ambito BDSM.

## Ass worship
L'ass worship (definito anche booty worship o anal worship) è una pratica sessuale tipica delle scene BDSM, consistente nell'adorazione ripetuta e prolungata per le natiche e l'ano del partner. Essa rientra all'interno delle pratiche tipiche del body worship, ovvero dell'adorazione feticistica del corpo del partner sessuale.
In particolare, solitamente è la persona sottomessa che, spesso con atteggiamento umiliante, viene esortata o indotta dalla persona dominante (Mistress o Master) a leccare o baciare i glutei e la zona anale. In genere la persona sottomessa viene obbligata, per questo, a sottostare anche fisicamente al soggetto dominante, a esempio posizionandosi in ginocchio oppure disteso, trovandosi così a premere il proprio volto fra le natiche del partner (come nelle pratiche del facesitting e dello smothering). Solitamente il soggetto sottomesso è un uomo (Femdom).
In alcuni casi questa pratica sessuale può proseguire con il farting, cioè il rilascio di flatulenze sul viso del sottomesso, o con pratiche di tipo coprofilo e coprofago.